# Wetenschappelijk instrument
Een wetenschappelijk instrument of -apparaat is een "onafhankelijk werkend instrument of apparaat, een samenstel van instrumenten of apparaten of een systeem c.q. enige andere uitrusting die vanwege zijn objectieve technische kenmerken en de resultaten die ermee kunnen worden bereikt, in hoofdzaak is geschikt voor wetenschappelijke activiteiten".
Wetenschappelijke instrumenten zijn vaak meetinstrumenten. De exacte definitie is vooral van belang vanwege het afwijkende invoertarief dat voor wetenschappelijke instrumenten wordt geheven. Vanwege dit gunstige invoertarief werd gepoogd steeds meer zaken als wetenschappelijk instrument aan te merken.
In een arrest gewezen door het Hof van Justitie van de Europese Gemeenschappen te Luxemburg van 10 november 1983 (zaak 300/82) is het begrip "wetenschappelijk instrument of apparaat" nader bepaald. Daarin werd gesteld dat het begrip wetenschappelijk instrument of apparaat niet beperkt hoeft te worden uitgelegd. In het specifieke geval waarover arrest gewezen werd, is bepaald dat ook hulpmiddelen zoals het zogenaamde 'fantoommateriaal A-150', dat bestaat uit blokken plastische kunststof en bestemd voor bestralingsonderzoek, voor zover dit materiaal een wezenlijke functie vervult als onmisbaar hulpmiddel ter verkrijging van bepaalde resultaten van wetenschappelijk onderzoek op lange termijn" aangemerkt kunnen worden als wetenschappelijk instrument.